# Sonne Hagal
Sonne Hagal je nemška  neofolk in eksperimental glasbena skupina.

## Diskografija

### Albumi in EP
| Leto | Naslov                                | Format, posebne opombe |
| ---- | ------------------------------------- | ---------------------- |
| 2000 | Sinnreger                             | 10"                    |
| 2001 | Starkadr                              | 7"                     |
| 2001 | Sinister Practices In Bright Sunshine | LP                     |
| 2002 | Helfahrt                              | CD / LP                |
| 2002 | Sonne Hagal vs. Polarzirkel           | 12"                    |
| 2004 | Tarja                                 | 7"                     |
| 2005 | Dygel                                 | 7"                     |
| 2005 | Nidar                                 | Mini-CD / 10"          |
| 2008 | Jordansfrost                          | CD / LP                |
| 2010 | Läuthner 2a                           | 7"                     |
| 2014 | Ockerwasser                           | CD / LP                |

### Kompilacije
| Leto | Naslov                                     | Format, posebne opombe |
| ---- | ------------------------------------------ | ---------------------- |
| 2002 | Audacia Imperat!                           | CD                     |
| 2002 | Tempus Arborum                             | CD                     |
| 2003 | Audacia Imperat                            | 2xCD                   |
| 2003 | Eisiges Licht                              | CD                     |
| 2003 | The Bells Shall Sound Forever              | CD                     |
| 2004 | Ny Regret Du Passè, Ny Peur De L'Avenir... | MP3                    |
| 2005 | Eichendorff - Liedersammlung               | CD                     |
| 2005 | Eisiges Licht 2                            | CD                     |
| 2005 | Looking For Europe                         | 4xCD                   |
| 2006 | the impossibility of silence               | CD+CD-R ltd.           |
| 2006 | Indaco ep (Albireon/ Ian Read)             | CD                     |
| 2006 | FORSETI lebt!                              | CD                     |